# Adamo Coulibaly
Ne pas confondre avec le footballeur Adama Coulibaly.
Pour les articles homonymes, voir Coulibaly.

Adamo Coulibaly, né le 14 août 1981 à Noisy-le-Grand, est un footballeur français d'origine ivoirienne.

## Carrière

### Les débuts amateurs (en France à Neauphle puis Poissy)
Adamo Coulibaly naît le 14 août 1981 à Noisy-le-Grand. Son prénom est un hommage au chanteur préféré de ses parents, Salvatore Adamo. Il passe toute sa jeunesse dans sa ville natale, en Seine-Saint-Denis.
Au tout début des années 2000, il fait ses débuts en catégorie senior dans l'anonymat le plus complet avant de rejoindre quelque temps plus tard un modeste club situé au cœur du département des Yvelines, le RC 78 Neauphle-Pontchartrain qui regroupe les villes de (Neauphle-le-Château, Jouars-Pontchartrain, Villiers-Saint-Fréderic, Le Tremblay-sur-Mauldre, Saint-Germain-de-la-Grange et Neauphle-le-Vieux) dont l'équipe fanion vise la montée en élite régionale (DH - Paris / Ile-de-France) et ce malgré des moyens très limités face à de plus gros clubs de la banlieue parisienne.
Par la suite, après deux bonnes saisons avec le R.C 78 en D.S.R - Paris / Ile-de-France (second échelon régional et septième échelon national), il attire l'attention de l'AS Poissy qui le recrute pour son équipe fanion évoluant en CFA, une première progression pour lui, car, l'équipe réserve de l'AS Poissy Football évoluait au même niveau que l'équipe fanion du R.C 78 et Adamo se retrouvait directement propulsé au sein de l'équipe fanion de son nouveau club, ce qui allait donc déjà le faire évoluer trois échelons plus haut que la saison précédente.
Lors de son passage à l'AS Poissy, il travaille comme cariste chez Peugeot.
Son passage rapide dans ce club lui permet de se faire repérer par des formations comme le RC Lens, le CS Sedan Ardennes et le Real Valladolid mais c'est finalement en Belgique qu'il décide de s'envoler le 16 juillet 2007 en s'engageant au Saint-Trond VV.

### Les débuts professionnels (en Belgique à Saint-Trond puis Anvers)
Malgré ses 7 buts et 7 passes décisives, le club de Saint-Trond VV est relégué de Division 1, il signe  alors au Royal Antwerp FC en Division 2 le 1er juillet 2008. Après une saison moyenne, où il joue peu à son poste de prédilection, attaquant de pointe, Debrecen VSC, qui l'avait déjà sollicité, revient à la charge et il signe au club, sans que celui-ci n'ait à verser d'indemnités de transferts, trois jours avant le début des tours préliminaires de la Ligue des Champions le 15 juillet 2009.

### Révélation chez les pros puis Ligue des champions (en Hongrie à Debrecen)

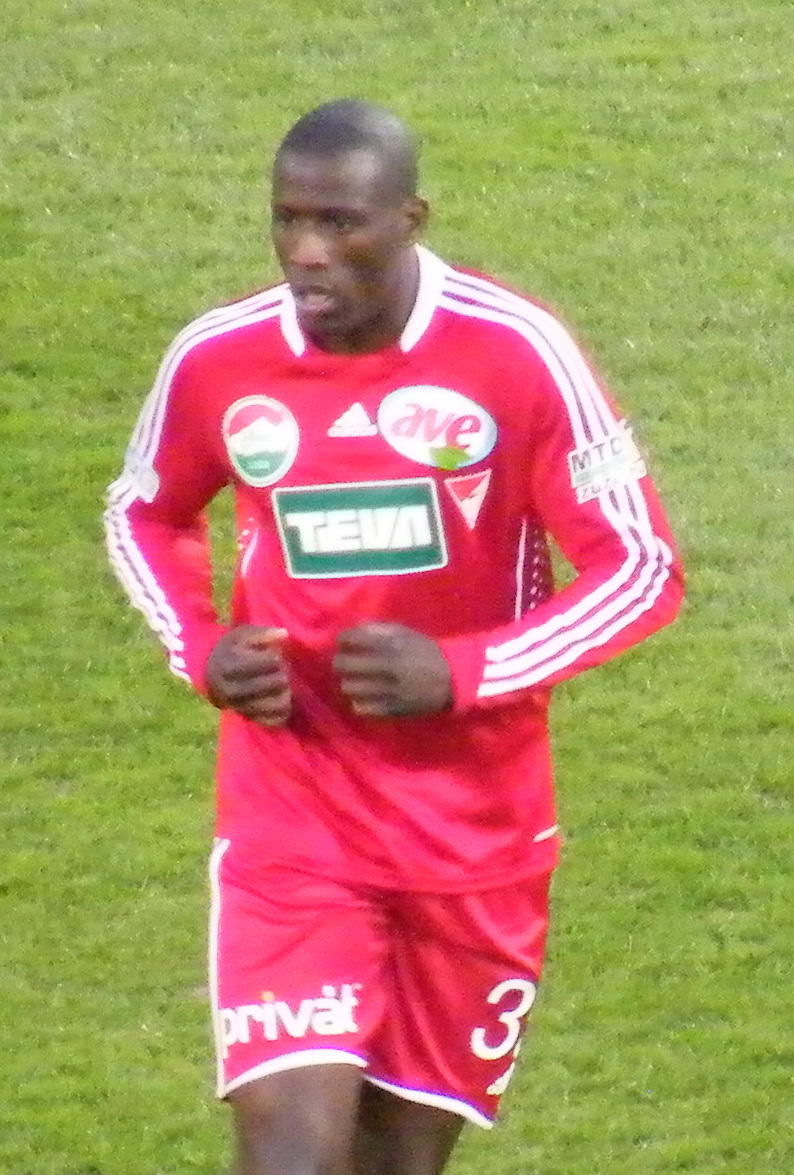
Coulibaly avec Debrecen.

Au second tour des qualifications de la Ligue des champions, il est décisif contre les Estoniens du FC Levadia Tallinn avec une passe décisive à l'aller et un but au retour.
Tout comme son club, il participe pour la première fois à la prestigieuse phase finale de la Ligue des champions. Il joue les matchs contre Liverpool FC le 16 septembre 2009 et contre l'Olympique lyonnais le 29 septembre 2009.
Il inscrit un but contre la Fiorentina le 20 octobre 2009 à la 88e minute, mais il n'empoche pas la prime de 1 million de forints (environ 3 700 euros) promis au premier buteur du club en phase de groupe.
Il indique alors : « Ça me ferait plaisir de jouer en France, ce serait le fruit de tous mes efforts, conclut-il. Si ça se passe bien, je serai exposé. La Ligue des champions, c'est une vitrine pour les joueurs, il ne faut pas se mentir. Finir dans un grand club, ça serait une belle histoire, non ? ».
Il inscrit de nouveau un but contre la Fiorentina le 4 novembre 2009 à la 70e minute alors qu'il était entré en jeu à la 53e minute en remplacement de Luis Ramos, mais il n'empêche pas la défaite de son équipe 5 à 2 lors de la 4e journée du groupe E.
Le 1er mai 2012, il remporte la Coupe de Hongrie avec Debrecen VSC en battant le MTK Budapest FC. C'est la cinquième Coupe de Hongrie pour Debrecen VSC.
Le 12 mai 2012, il remporte la ligue hongroise avec son club, après avoir battu Pécs lors de la 28e journée par 4-0 au Stadium Oláh Gábor út, le sixième titre pour le club.
Le 26 mai 2012, il marque un penalty contre Szombathely, ce qui porte son total à buts à 20 pour la saison. Il a dépassé Nemanja Nikolić dans le classement des buteurs et est devenu le meilleur buteur de la saison 2011-12 de la Ligue hongroise. Son sang froid devant le but et la consistance de son jeu lui valent rapidement le surnom de « Gulyásleves », en référence au plat national hongrois (le goulash).

### La recherche de reconnaissance (en France à Lens)

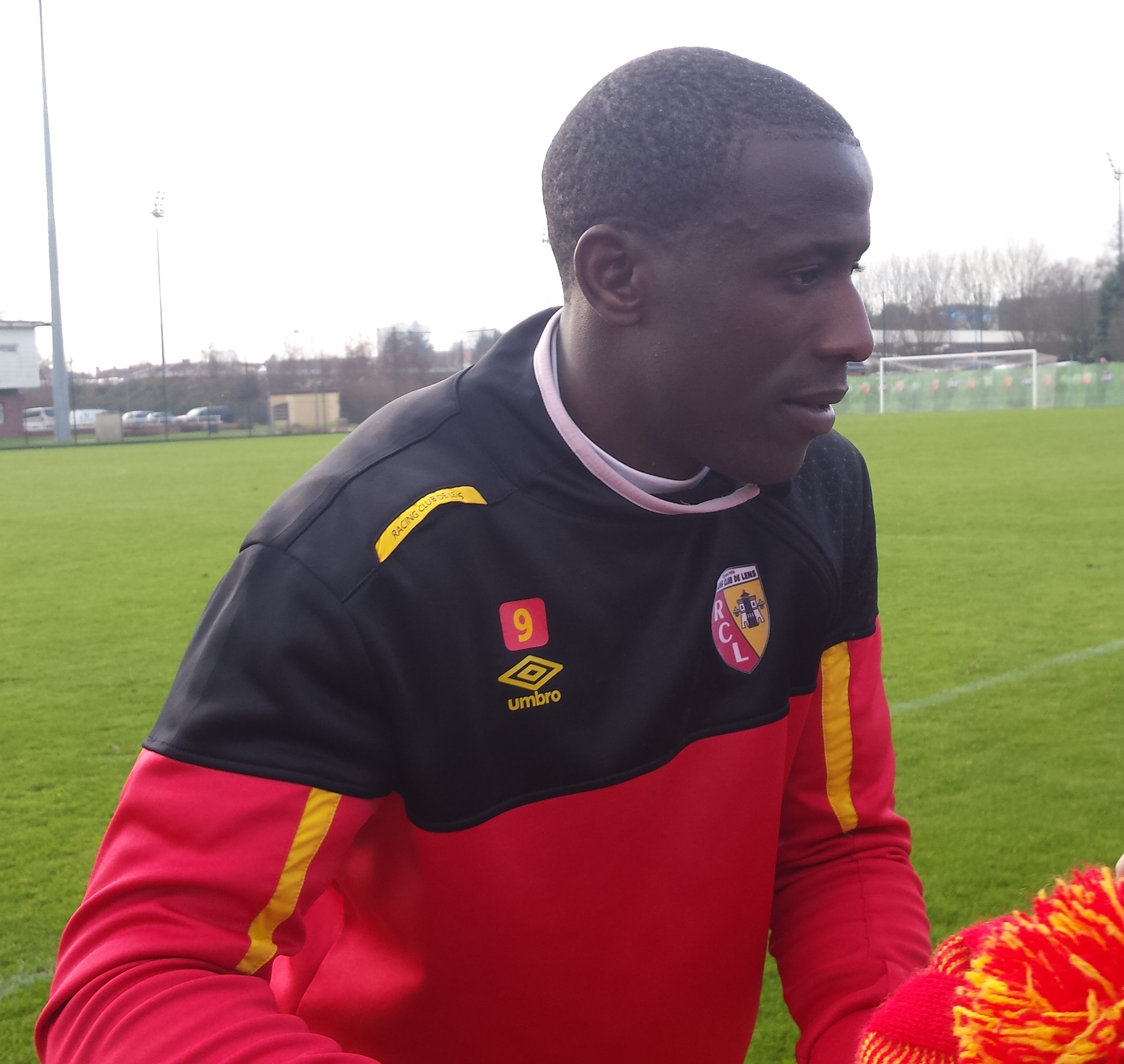
Coulibaly signant des autographes lors d'une séance d'entraînement avec le RC Lens.

Lors de l'été 2013, il passe un essai au RC Lens et y signe pour un bail de deux ans.
Il inscrit son premier but avec les Lensois sur pénalty face à l'US Créteil en Coupe de la Ligue le 27 août 2013 . Puis il marque son premier but en championnat lors de la 5e journée face à l'ES Troyes AC, match remporté 1 à 0.
Le 16 mai 2014, lors de la dernière journée, Adamo Coulibaly inscrit un doublé contre le CA Bastia et permet au RC Lens de l'emporter 2-0 et d'obtenir la montée en Ligue 1.

## Statistiques
| Saison                | Club                  | Championnat           | Championnat | Championnat | Coupe nationale | Coupe nationale | Coupe de la Ligue | Coupe de la Ligue | Compétition(s) continentale(s) | Compétition(s) continentale(s) | Compétition(s) continentale(s) | Total | Total |
| Saison                | Club                  | Division              | M.          | B.          | M.              | B.              | M.                | B.                | Comp.                          | M.                             | B.                             | M.    | B.    |
| 2007-2008             | Saint-Trond VV        | Jupiler League        | 27          | 7           | 1               | 0               | -                 | -                 | -                              | -                              | -                              | 28    | 7     |
| Sous-total            | Sous-total            | Sous-total            | 27          | 7           | 1               | 0               | -                 | -                 | -                              | -                              | -                              | 28    | 7     |
| 2008-2009             | Royal Antwerp FC      | Proximus League       | 27          | 2           | 5               | 1               | -                 | -                 | -                              | -                              | -                              | 32    | 3     |
| Sous-total            | Sous-total            | Sous-total            | 27          | 2           | 5               | 1               | -                 | -                 | -                              | -                              | -                              | 32    | 3     |
| 2009-2010             | Debrecen VSC          | Bajnokság I           | 30          | 14          | 3               | 0               | -                 | -                 | C1                             | 10                             | 3                              | 43    | 17    |
| 2010-2011             | Debrecen VSC          | Bajnokság I           | 26          | 14          | -               | -               | -                 | -                 | C1+C3                          | 4+7                            | 2+1                            | 37    | 17    |
| 2011-2012             | Debrecen VSC          | Bajnokság I           | 27          | 20          | 1               | 0               | -                 | -                 | -                              | -                              | -                              | 28    | 20    |
| 2012-2013             | Debrecen VSC          | Bajnokság I           | 27          | 18          | 8               | 9               | -                 | -                 | C1+C3                          | 4+2                            | 2+0                            | 41    | 29    |
| Sous-total            | Sous-total            | Sous-total            | 110         | 66          | 12              | 9               | -                 | -                 | -                              | 27                             | 8                              | 149   | 83    |
| 2013-2014             | RC Lens               | Ligue 2               | 31          | 6           | 6               | 2               | 2                 | 1                 | -                              | -                              | -                              | 39    | 9     |
| 2014-2015             | RC Lens               | Ligue 1               | 33          | 4           | 1               | 1               | 1                 | 0                 | -                              | -                              | -                              | 35    | 5     |
| Sous-total            | Sous-total            | Sous-total            | 64          | 10          | 7               | 3               | 3                 | 1                 | -                              | -                              | -                              | 74    | 14    |
| Total sur la carrière | Total sur la carrière | Total sur la carrière | 228         | 85          | 25              | 13              | 3                 | 1                 | -                              | 27                             | 8                              | 283   | 107   |

## Palmarès

### Debrecen V.S.C
- Division 1 (Hongrie) : 2010, 2012
- Coupe de Hongrie : 2010, 2012 et 2013
- Coupe de la Ligue (Hongrie) : 2010
- Supercoupe de Hongrie : 2009, 2010

### Personnel
- Division 1 (Hongrie) : Meilleur buteur 2011-2012 (20 buts), 2012-2013 (18 buts)